# Adam Prażmowski (astronom)
Adam Józef Ignacy Prażmowski (n. 15 martie 1821, Varșovia, Imperiul Rus – d. 15 februarie 1885, Ville-d'Avray, Métropole du Grand Paris, Franța) a fost un astronom și astrofizician polonez din secolul al XIX-lea. A lucrat între 1839 de la 1850 la observatorul astronomic Varșovia. Printre numeroasele sale descoperiri se numără și descoperirea emisiilor polarizate din coroana soarelui în 1860.